# Радьки (Мядельський район)
Радьки (біл. вёска Радкі) — село в складі Мядельського району Мінської області, Білорусь. Село підпорядковане Мядзельській сільській раді, розташоване в північній частині області.